# Samuel Kohs
Pour les articles homonymes, voir Kohs.
Samuel Calmin Kohs, né à New York, le 2 juin 1890 et mort le 23 janvier 1984 à San Francisco, est un psychologue américain spécialisé en psychologie clinique et psychologie de l'éducation. Il a développé en 1923 le test des cubes de Kohs, composé de petits cubes de couleur, utilisés pour évaluer l'intelligence. 

## Biographie
Il obtient une licence au City College of New York et un master à l'université Clark. Il soutient en 1919 sa thèse de doctorat, intitulée Intelligence measurement a psychological and statistical study based upon the block-design tests, à l'université Stanford, sous la direction du psychométricien Lewis Terman.
Il est une personnalité de la communauté juive new-yorkaise,. Son fils est le compositeur et musicologue Ellis Khos. 

## Le test des cubes de Kohs

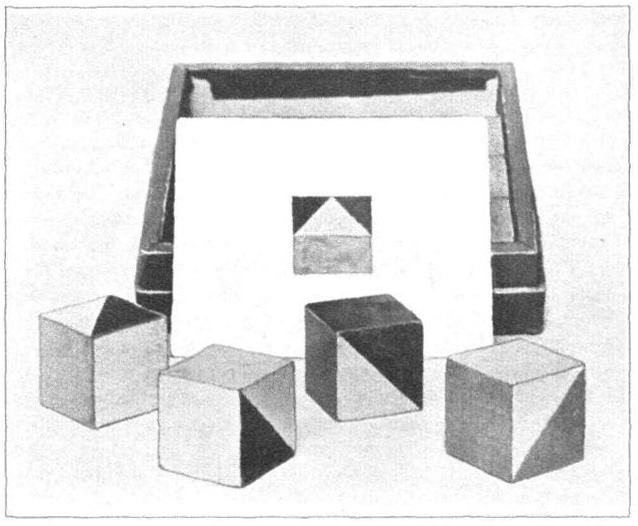
Une des figures du test des cubes de Kohs

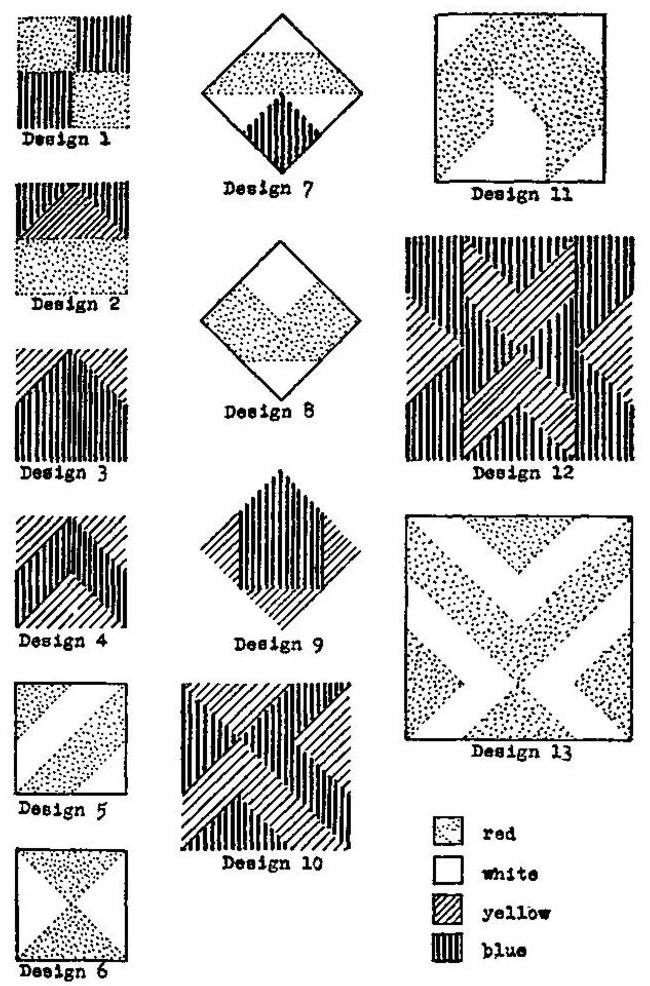
Plusieurs modèles

Il développe dans le cadre de sa recherche doctorale (1919) un test basé initialement sur une série de cubes commercialisés par la firme Embossing Company. Il s'agit de reproduire des figures abstraites, comme des mosaïques, d'après un modèle et avec 16 cubes en bois colorés. La complexité des figures est progressive. 
Kohs suggère que ce test fait appel à la pensée analytique et synthétique, suivant en cela le modèle de Ebbinghaus. Cette particularité est dite méthode de combinaison et est considérée comme un des traits fondamentaux des tests d'intelligence.  
Ce test est un des plus utilisés parmi les tests de performance de l'époque. Sa démarche de conception est originale puisque Kohs recommande d'acheter les cubes dans des magasins de jouets. 
David Wechsler inclut un test adapté de celui-ci dans le WISC.

## Publications
- The Binet-Simon measuring scale for intelligence: an annotated bibliography, Journal of Educational Psychology, 1914, 5, 215-224, 279-290, 335-346.
- The Practicability of the Binet Scale and the Question of the Borderline Case, Psychopathic Bull, n°2, Chicago House of Correction. Nov. 1915. p. 23.  Tr. Sch. Bull. 1916, XII, p. 211–224.
- The Borderlines of Mental Deficiency, Jour. Psych. Asthv XX-3-4, Mar.-June, 1916. p. 88–103.
- The Intelligence Quotient and Border Unity, Jour. Delinquency, II-l, Jan. 1917. p. 14–23.
- Block-Design Tests, Journal of Experimental Psychology (3:5) October 1920
- Intelligence Measurement: A Psychological and Statistical Study Based upon the Block-design Tests, The Macmillan Company, New York, 1923.
- The Roots of Social Work, 1966
- Test des cubes, Paris, Centre de psychologie appliquée, 1966, 26 p.
- Jews in the United States armed forces, New York, Yiddish Scientific Institute-YIVO, 1945, 16 p.
- A new departure in the treatment of inmates of penal institutions, Chicago, House of Correction Press, 1915.